# László Szokolai
László Szokolai (ur. 25 marca 1952 w Budapeszcie) – węgierski piłkarz grający na pozycji lewoskrzydłowego. Był reprezentantem Węgier.

## Kariera klubowa
Swoją karierę piłkarską Szokolai rozpoczął w klubie Honvéd Schönherz Veszprém. W 1971 roku awansował do pierwszego zespołu i w sezonie 1971/1972 zadebiutował w nim w piątej lidze węgierskiej. W sezonie 1973/1974 grał w trzecioligowym Bakony Vegyész TC. W 1974 roku przeszedł do pierwszoligowego Rába ETO Győr. W klubie tym występował przez trzy sezony, do końca sezonu 1976/1977.
Latem 1977 Szokolai został zawodnikiem Ferencvárosi TC. W Ferencvárosi grał do końca sezonu 1982/1983. Z klubem tym wywalczył tytuł mistrza Węgier w sezonie 1980/1981, trzy wicemistrzostwa Węgier w sezonach 1978/1979, 1981/1982 i 1982/1983 oraz zdobył Puchar Węgier w sezonie 1977/1978.
W 1983 roku Szokolai przeszedł do austriackiego klubu Sturm Graz. Występował w nim przez trzy lata. W sezonie 1986/1987 był zawodnikiem drugoligowego Volán FC z Budapesztu. W sezonie 1987/1988 grał w trzecioligowym Gyöngyösi SE, w którym zakończył karierę.
| Sezon   | Klub                      | Kraj    | Rozgrywki  | Mecze | Gole |
| ------- | ------------------------- | ------- | ---------- | ----- | ---- |
| 1971/72 | Honvéd Schönherz Veszprém | Węgry   | V liga     | ?     | ?    |
| 1972/73 | Honvéd Schönherz Veszprém | Węgry   | V liga     | ?     | ?    |
| 1973/74 | Bakony Vegyész TC         | Węgry   | NB III     | ?     | ?    |
| 1974/75 | Rába ETO Győr             | Węgry   | NB I       | 21    | 5    |
| 1975/76 | Rába ETO Győr             | Węgry   | NB I       | 23    | 5    |
| 1976/77 | Rába ETO Győr             | Węgry   | NB I       | 33    | 13   |
| 1977/78 | Ferencvárosi TC           | Węgry   | NB I       | 33    | 17   |
| 1978/79 | Ferencvárosi TC           | Węgry   | NB I       | 21    | 9    |
| 1979/80 | Ferencvárosi TC           | Węgry   | NB I       | 26    | 11   |
| 1980/81 | Ferencvárosi TC           | Węgry   | NB I       | 29    | 7    |
| 1981/82 | Ferencvárosi TC           | Węgry   | NB I       | 30    | 16   |
| 1982/83 | Ferencvárosi TC           | Węgry   | NB I       | 28    | 14   |
| 1983/84 | Sturm Graz                | Austria | Bundesliga | 29    | 9    |
| 1984/85 | Sturm Graz                | Austria | Bundesliga | 26    | 9    |
| 1985/86 | Sturm Graz                | Austria | Bundesliga | 23    | 3    |
| 1986/87 | Volán FC                  | Węgry   | NB II      | ?     | ?    |
| 1987/88 | Gyöngyösi SE              | Węgry   | NB III     | ?     | ?    |

## Kariera reprezentacyjna
W reprezentacji Węgier Szokolai zadebiutował 20 sierpnia 1978 w przegranym 1:2 meczu eliminacji do Euro 80 z Finlandią, rozegranym w Helsinkach. W swojej karierze grał też w eliminacjach do Euro 84 i do MŚ 1986. Od 1978 do 1985 rozegrał w kadrze narodowej 12 meczów i strzelił 2 gole.